# Priolepis randalli
Priolepis randalli es una especie de peces de la familia de los Gobiidae en el orden de los Perciformes.

## Morfología
Los machos pueden llegar a alcanzar los 5,1 cm de longitud total.

## Distribución geográfica
Se encuentra en el Golfo de Aqaba y la Isla Jana (Golfo Pérsico).

## Observaciones
Es inofensivo para los humanos.